# 14963 Toshikazu
14963 Toshikazu è un asteroide della fascia principale. Scoperto nel 1996, presenta un'orbita caratterizzata da un semiasse maggiore pari a 3,1395403 UA e da un'eccentricità di 0,1706141, inclinata di 1,58806° rispetto all'eclittica.